# Анисимов, Александр Давыдович
Алекса́ндр Давы́дович Ани́симов (1 ноября 1909, Кустанайский уезд, Тургайская область — 12 ноября 1984, Магнитогорск, Челябинская область, РСФСР) — советский рабочий-металлург, старший горновой доменной печи Магнитогорского металлургического комбината. Герой Социалистического Труда (1958).

## Биография
Александр Анисимов родился 1 ноября 1909 года в крестьянской семье на территории современного Костанайского района Костанайской области Казахстана. Анисимов окончил сельскую школу, после чего жил и работал в деревне. Он женился в семнадцать лет, в Казахстане у него родились две дочери.
Осенью 1931 года приехал в Магнитогорск, работал грузчиком на вокзале, а потом плотником на строительстве доменных печей. 26 июня 1933 года был принят чернорабочим в доменный цех Магнитогорского металлургического комбината, вскоре его перевели на должность канавщика, а ещё через несколько лет назначили третьим горновым, а затем и вторым горновым. Работая вторым горновым, зачастую исполнял обязанности старшего горнового. В 1941 году стал старшим горновым, в том же году перевыполнил план на шесть процентов, за что был награждён знаком «Отличник соцсоревнования Наркомчермета».
В 1942 году был переведён на новую, самую крупную в Европе, доменную печь № 5. Во время Великой Отечественной войны многие доменщики были призваны на службу в РККА, фронт требовал от металлургов больших объёмов металла, поэтому работа в годы войны была особенно тяжелой, без лишнего отдыха и отпусков. В начале 1943 года старший горновой Анисимов отказался заменить заболевшего сменщика после своей рабочей смены, за невыполнение указаний начальства дело было решено передать в суд. Однако, ввиду высокого профессионализма Анисимова, дело не вышло за пределы цеха.
По итогам работы доменного цеха в 1945 году был назван лучшим горновым цеха. Внёс вклад в модернизацию производства, предложив передовой метод отбивки горной канавки, который был внедрён в доменном цехе ММК. Кроме того, участвовал в освоении комплексной механизации горновых работ, совершенствовании технологий разливки чугуна и шлака, участвовал в уплотнении графиков выпуска чугуна и шлака.
В 1958 году Александр Давыдович Анисимов был удостоен звания Герой Социалистического Труда, награда была вручена 18 сентября того же года секретарём Челябинского обкома КПСС Николаем Васильевичем Лаптевым. На момент присвоения награды в КПСС не состоял.
За свои трудовые успехи Анисимов поощрялся путёвками на курорты Урала, Прибалтки и черноморского побережья. Вышел на пенсию в мае 1965 года, отработав более тридцати лет на доменном производстве Магнитогорского металлургического комбината.
Александр Давыдович был женат на Клавдии Фадеевне Анисимовой (1909—1987), в браке у них родились дочери Валентина, Татьяна, Антонида и сын Виктор. Александр Анисимов жил в посёлке Крылова, а затем на улице Сталеваров.
Умер 12 ноября 1984 года, похоронен на Правобережном кладбище города Магнитогорска

## Память
На доме, где жил Александр Давыдович Анисимов по улице Сталеваров, установлена мемориальная доска в его память.

## Награды
- Герой Социалистического Труда (Указ Президиума Верховного Совета СССР 19 июля 1958 года, орден Ленина и медаль «Серп и Молот») — за выдающиеся успехи, достигнутые в деле развития чёрной металлургии[2]
- два ордена Трудового Красного Знамени (1946[4], 1952[12])
- орден Ленина (1964)[6]
- Почётный металлург СССР (1952)[4]
- медаль «За трудовое отличие» (1943)[6]
- медаль «За доблестный труд в Великой Отечественной войне 1941—1945 гг.» (1945)[6]